# Palazzo della Banca d'Italia (Milano)
Il palazzo della Banca d'Italia è un edificio storico di Milano, realizzato in stile eclettico e situato nel centro della città, in via Cordusio al civico 5. Sostituì il precedente immobile quando si decise di demolire il palazzo che si trovava in via degli Omenoni.

## Storia
Il palazzo, a pianta pressoché quadrata con ingresso monumentale sulla piazza Tommaso Edison, fu edificato tra il 1907 e il 1912 su progetto degli architetti Luigi Broggi (1851-1926) e Cesare Nava (1861-1933) e ispirato al Vittoriano a Roma e agli istituti bancari tedeschi dell'epoca, come nuova sede della Banca d'Italia; l'edificio prospetta sulla piazza Tommaso Edison, sorta alla fine del XIX secolo in seguito agli sventramenti dell'area ex demaniale del convento del Bocchetto e ben presto caratterizzata dall'erezione di una serie di edifici istituzionali del nuovo quartiere degli Affari.
Nel 1908, durante gli scavi per la costruzione del palazzo erano stati rinvenuti i resti di un grande edificio romano che si suppone possa corrispondere al palazzo della zecca; a 7 metri di profondità, invece, venivano alla luce testimonianze di un grande tempio di 44 m di larghezza che si innalzava sull'area degli isolati delle vie Armorari e Moneta fino alla via dell'Ambrosiana, nella zona elevata dove sorse il primo insediamento celtico-romano della città di Milano.

## Descrizione
L'aspetto dell'edificio si presenta decisamente monumentale: il portone d'ingresso, posto tra quattro gigantesche colonne ioniche è sormontato da quattro cariatidi, ispirate a quelle dell'eretteo dell'acropoli di Atene. L'imponente cancello d'ingresso fu realizzato dal famoso bronzista Giovanni Lomazzi.
Le Vetrate della Hall della Palazzo della Banca d'Italia sono state realizzate nel 1913 dal pittore Carlo Bazzi.
Nel salone centrale, in cui è possibile ammirare ancora gli arredi originali dell'epoca, è esposta una statua di Giò Pomodoro, il palazzo in particolare, si distingue per la ricchezza dei materiali utilizzati per la costruzione, tra cui il portone in ferro battuto.

## Galleria d'immagini

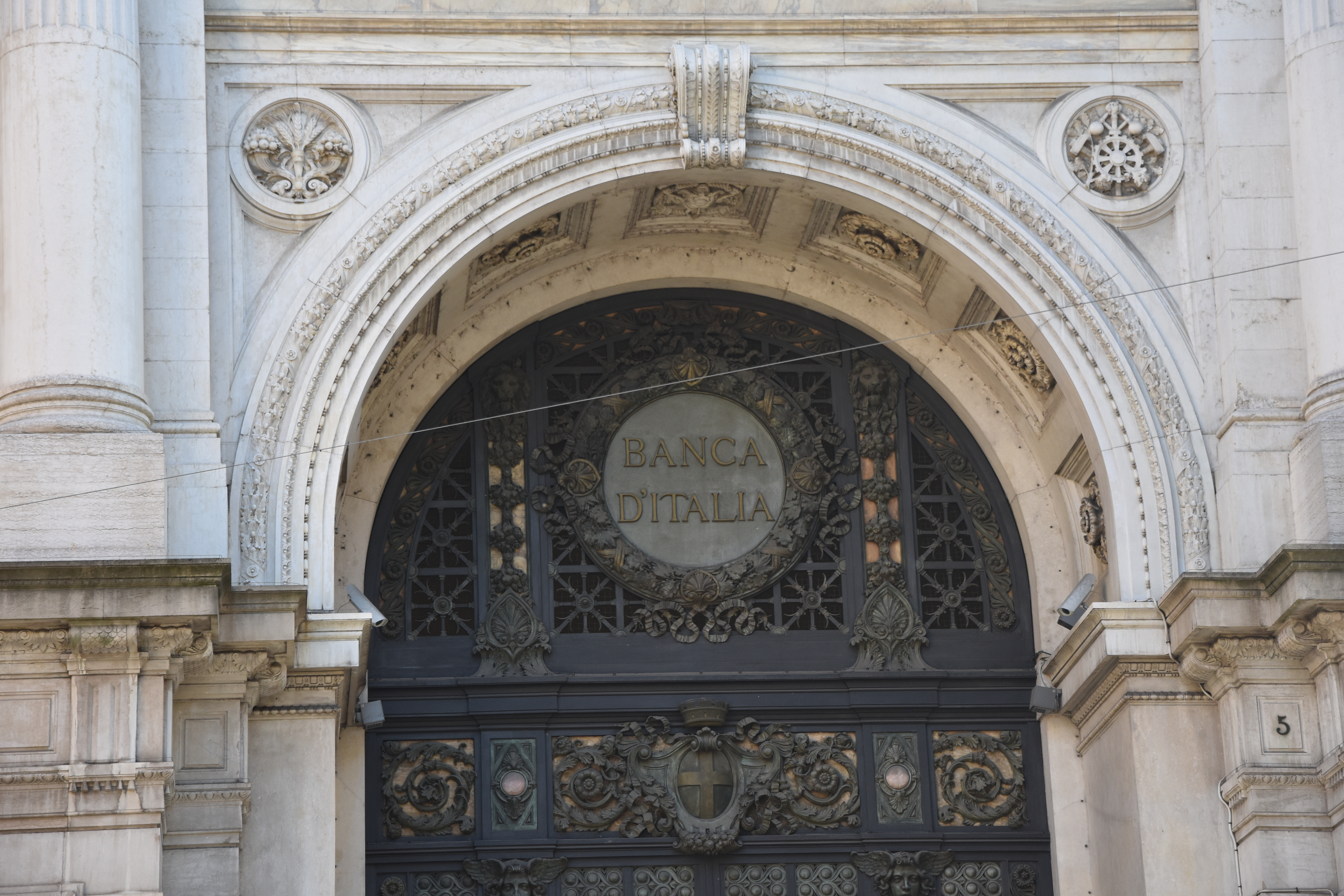
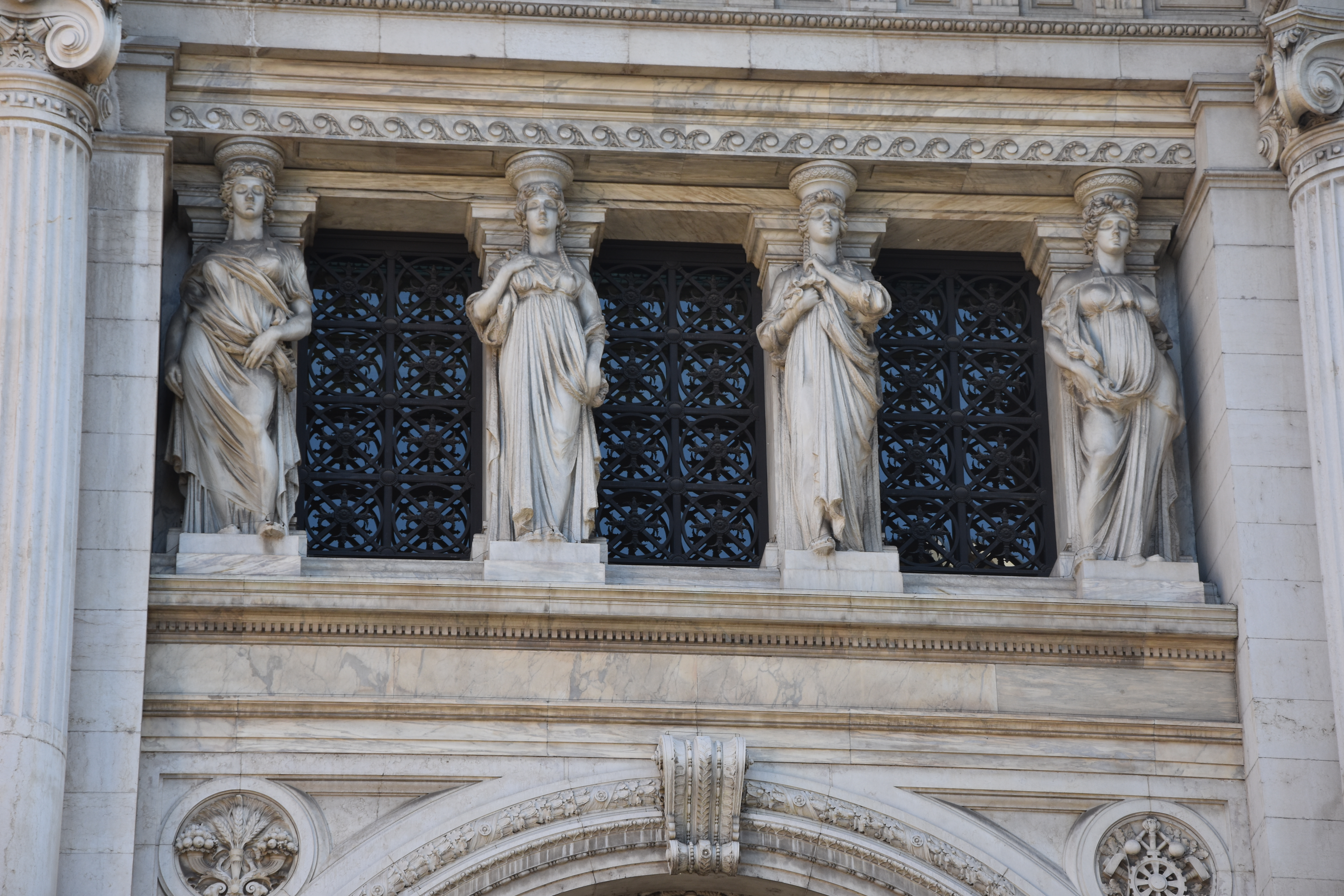
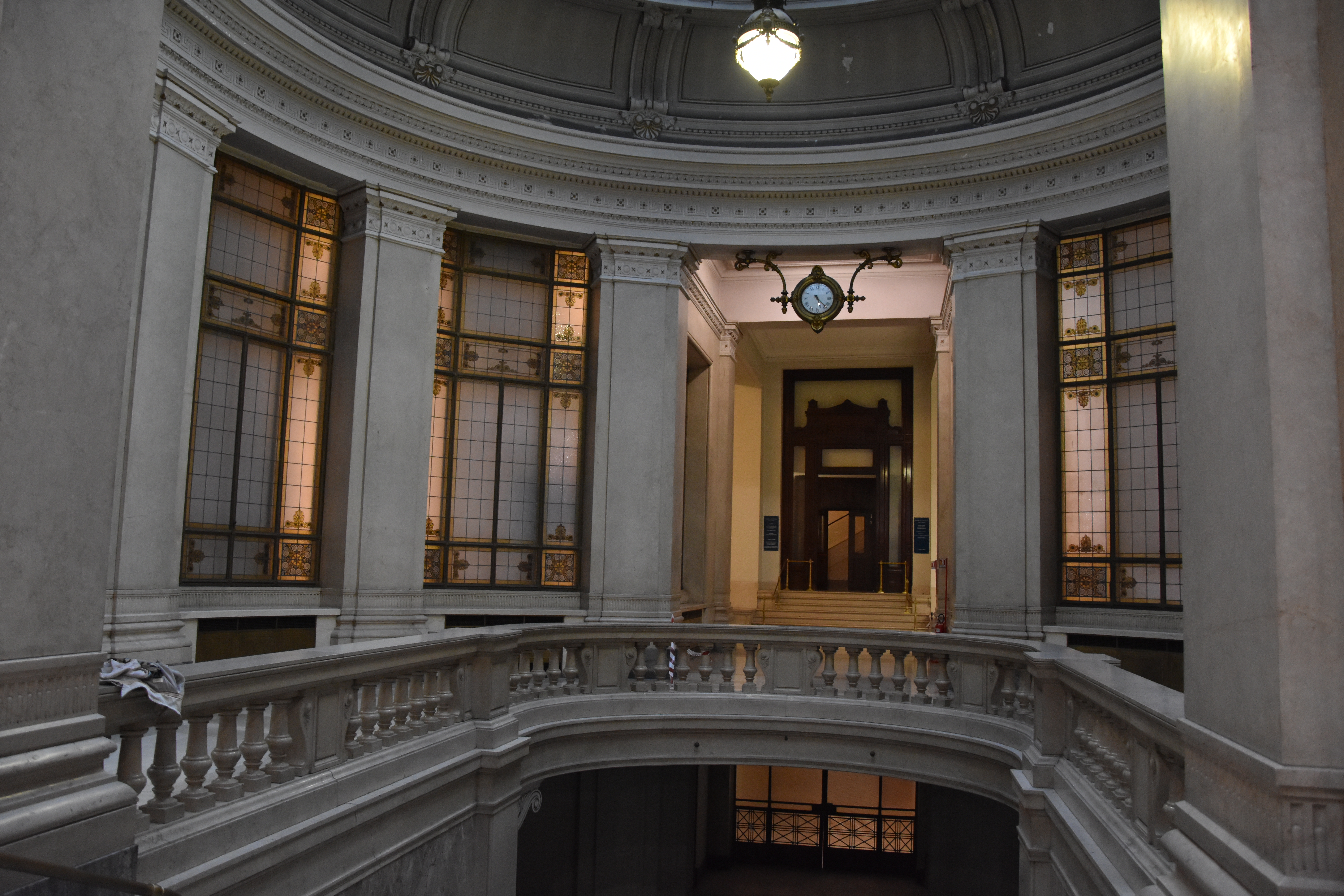